# Samet Asatekin
Samet Asatekin (* 7. Februar 1992 in Istanbul) ist ein türkischer Fußballspieler.

## Karriere
Asatekin erlernte das Fußballspielen u. a. in der Nachwuchsabteilung des Istanbuler Vereins Ümraniyespor. Bei dem damaligen Amateurverein begann er auch im Sommer 2010 seine Karriere im Männerfußballbereich. 
Bereits in seiner ersten Saison gelang ihm mit seinem Klub die Meisterschaft in der Bölgesel Amatör Lig, der höchsten türkischen Amateurliga und 5. türkischen Liga, und damit der Aufstieg in die TFF 3. Lig und damit in den türkischen Profifußball.
In seiner dritten Saison, der Saison 2013/14, stieg er mit diesem Klub als Meister der TFF 3. Lig in die TFF 2. Lig auf und zwei Spielzeiten später als Meister der TFF 2. Lig und das erste Mal in der Vereinsgeschichte in die TFF 1. Lig.

## Erfolge
Mit Ümraniyespor
- Meister der Bölgesel Amatör Lig und Aufstieg in die TFF 3. Lig: 2010/11
- Meister der TFF 3. Lig und Aufstieg in die TFF 2. Lig: 2013/14
- Meister der TFF 2. Lig und Aufstieg in die TFF 1. Lig: 2015/16